# Straßenbahn Calais–Saint Stephen

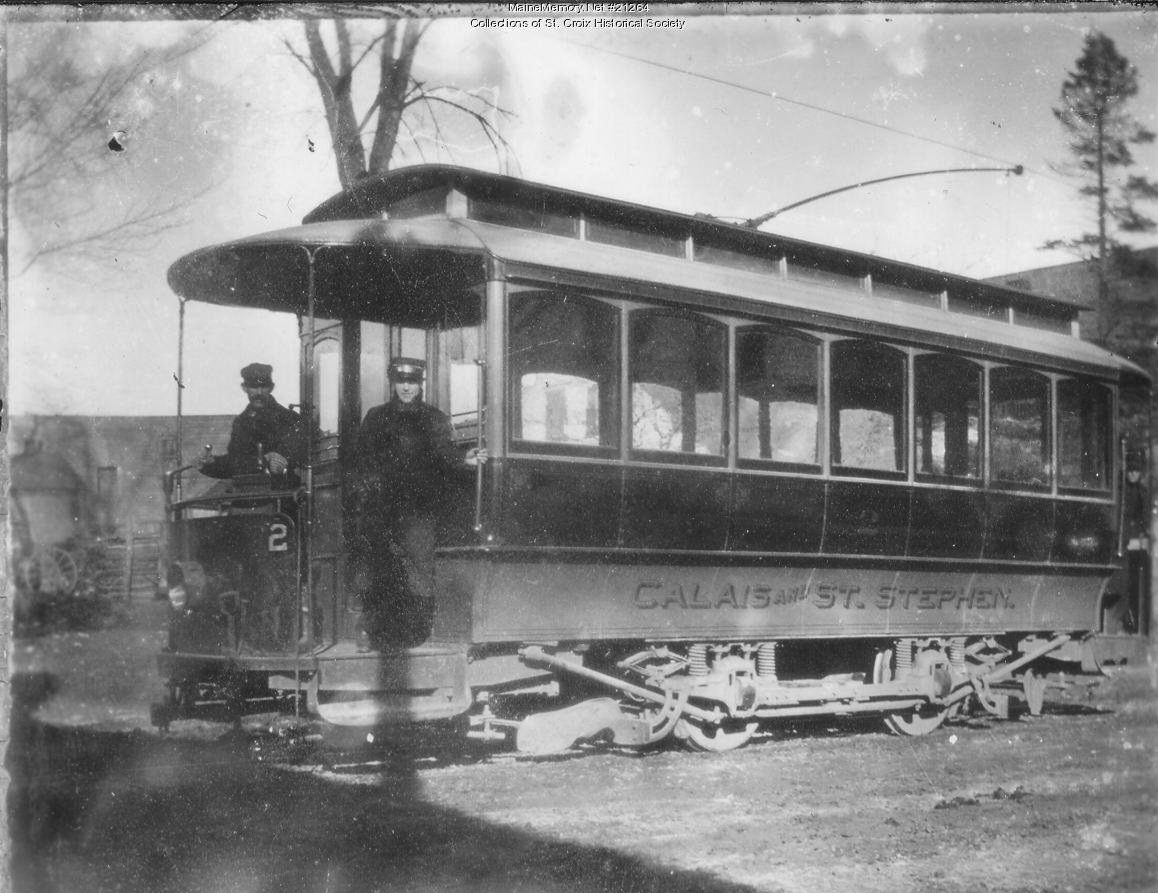
Calais Street Railway Car 2, Calais, ca. 1900

Die Straßenbahn Calais–Saint Stephen war der gemeinsame Straßenbahnbetrieb der Städte Calais (Maine) und St. Stephen (New Brunswick). Das insgesamt elf Kilometer lange Streckennetz verband die beiden Städte in Maine bzw. New Brunswick und überquerte dabei den St. Croix River und die Staatsgrenze zwischen den Vereinigten Staaten und Kanada. Es war der östlichste Straßenbahnbetrieb der USA.
Die Calais Street Railway Company wurde am 17. März 1893 gegründet und eröffnete am 4. Juli 1894 die normalspurige elektrische Straßenbahn. Den in Kanada liegenden Teil des Netzes betrieb offiziell eine eigene Gesellschaft, die Saint Stephen Electric Street Railway Company, die bereits 1891 gegründet worden war. Sie befand sich vollständig in Besitz der CSR und wurde durch diese formal für 99 Jahre gepachtet. Die Konzession für den Betrieb lief zunächst über zwanzig Jahre, wurde jedoch verlängert. 
Am 31. Oktober 1929 wurde der Betrieb eingestellt und die Anlagen verschrottet.

## Einzelnachweis
1. ↑  http://home.cc.umanitoba.ca/~wyatt/alltime/saint-stephen-nb.html